# Lei do Inverso do Quadrado

S representa a fonte de luz, enquanto r representa os pontos medidos. As linhas representam o fluxo proveniente das fontes e fluxos. O número total de linhas de fluxo depende da intensidade da fonte de luz e é constante com o aumento da distância, onde uma maior densidade de linhas de fluxo (linhas por unidade de área) significa um campo de energia mais forte. A densidade das linhas de fluxo é inversamente proporcional ao quadrado da distância da fonte porque a área da superfície de uma esfera aumenta com o quadrado do raio. Assim, a intensidade do campo é inversamente proporcional ao quadrado da distância da fonte.

Na ciência, uma lei de quadrado inverso é qualquer lei científica que declare que uma quantidade física especificada é inversamente proporcional ao quadrado da distância da fonte dessa quantidade física. A causa fundamental para isto pode ser entendida como diluição geométrica correspondente à radiação da fonte pontual no espaço tridimensional.
A energia do radar se expande durante a transmissão do sinal e o retorno refletido, então o quadrado inverso para ambos os caminhos significa que o radar receberá energia de acordo com a quarta potência inversa do alcance.
Para evitar a diluição de energia durante a propagação de um sinal, certos métodos podem ser usados, como um guia de onda, que age como um canal para a água, ou como um cano de arma restringe a expansão do gás quente a uma dimensão, a fim de evitar a perda de transferência de energia para uma bala .

## Fórmula
Em notação matemática, a lei do inverso do quadrado pode ser expressa como uma intensidade (I) variando em função da distância (d) de algum centro. A intensidade é proporcional (ver ∝ ) ao inverso multiplicativo do quadrado da distância assim:{\displaystyle {\text{intensidade}}\ \propto \ {\frac {1}{{\text{distância}}^{2}}}\,}Também pode ser expresso matematicamente como:{\displaystyle {\frac {{\text{intensidade}}_{1}}{{\text{intensidade}}_{2}}}={\frac {{\text{distância}}_{2}^{2}}{{\text{distância}}_{1}^{2}}}}ou como a formulação de uma quantidade constante:{\displaystyle {\text{intensidade}}_{1}\times {\text{distância}}_{1}^{2}={\text{intensidade}}_{2}\times {\text{distância}}_{2}^{2}}A divergência de um campo vetorial que é o resultado de campos de lei do quadrado inverso radial em relação a uma ou mais fontes é proporcional à intensidade das fontes locais e, portanto, a zero fontes externas. A lei da gravitação universal de Newton segue uma lei do quadrado inverso, assim como os efeitos dos fenômenos elétricos, luminosos, sonoros e de radiação .

## Justificação
A lei do quadrado inverso geralmente se aplica quando alguma força, energia ou outra quantidade conservada é irradiada uniformemente para fora de uma fonte pontual no espaço tridimensional. Como a área da superfície de uma esfera (que é  4πr2) é proporcional ao quadrado do raio, pois à medida que a radiação emitida se afasta da fonte, ela se espalha por uma área que aumenta proporcionalmente ao quadrado da distância da fonte. Portanto, a intensidade da radiação que passa por qualquer unidade de área (diretamente voltada para a fonte pontual) é inversamente proporcional ao quadrado da distância até esta fonte pontual. A lei de Gauss para a gravidade é igualmente aplicável e pode ser usada com qualquer quantidade física que atue de acordo com a relação inversa do quadrado.

## Ocorrências

### Gravitação
Gravitação é a atração entre objetos que possuem massa. A lei de Newton afirma:

A força de atração gravitacional entre duas massas pontuais é diretamente proporcional ao produto das suas massas e inversamente proporcional ao quadrado da sua distância de separação. A força é sempre atrativa e atua ao longo da linha que as une.
Se a distribuição da matéria em cada corpo for esfericamente simétrica, então os objetos podem ser tratados como massas pontuais sem aproximação, conforme mostrado no teorema da casca. Caso contrário, se quisermos calcular a atração entre corpos maciços, precisamos adicionar todas as forças de atração ponto-ponto vetorialmente e a atração líquida pode não ser o quadrado inverso exato. No entanto, se a separação entre os corpos maciços for muito maior em comparação com seus tamanhos, então, para uma boa aproximação, é razoável tratar as massas como uma massa pontual localizada no centro de massa do objeto ao calcular a força gravitacional.
Como a lei da gravitação, esta lei foi sugerida em 1645 por Ismael Bullialdus. Mas Bullialdus não aceitou a segunda e a terceira leis de Kepler, nem apreciou a solução de Christiaan Huygens para o movimento circular (movimento em linha reta desviado pela força central). De fato, Bullialdus sustentava que a força do sol era atrativa no afélio e repulsiva no periélio. Robert Hooke e Giovanni Alfonso Borelli expuseram a gravitação em 1666 como uma força atrativa. A palestra de Hooke "On gravity" foi na Royal Society, em Londres, no dia 21 de março. A "Teoria dos Planetas" de Borelli foi publicada mais tarde em 1666. A palestra Gresham de Hooke em 1670 explicava que a gravitação se aplicava a "todos os corpos celestes" e acrescentava os princípios de que o poder gravitacional diminui com a distância e que, na ausência de tal poder, os corpos se movem em linhas retas. Em 1679, Hooke pensou que a gravitação tinha dependência inversa do quadrado e comunicou isso em uma carta a Isaac Newton: minha suposição é que a atração sempre está em proporção duplicada à distância do centro recíproco.
Hooke permaneceu amargo sobre Newton reivindicar a invenção deste princípio, embora os Principia de Newton de 1687 reconhecessem que Hooke, junto com Wren e Halley, haviam apreciado separadamente a lei do inverso do quadrado no sistema solar, além de dar algum crédito a Bullialdus.

### Eletrostática
A força de atração ou repulsão entre duas partículas eletricamente carregadas, além de ser diretamente proporcional ao produto das cargas elétricas, é inversamente proporcional ao quadrado da distância entre elas; isso é conhecido como lei de Coulomb. O desvio do expoente de 2 é menor que uma parte em 1015.{\displaystyle F=k_{\text{e}}{\frac {q_{1}q_{2}}{r^{2}}}}

### Luz e outras radiações eletromagnéticas
A intensidade (ou iluminância ou irradiância ) da luz ou outras ondas lineares que irradiam de uma fonte pontual (energia por unidade de área perpendicular à fonte) é inversamente proporcional ao quadrado da distância da fonte, então um objeto (do mesmo tamanho) duas vezes mais longe recebe apenas um quarto da energia (no mesmo período de tempo).
De forma mais geral, a irradiância, ou seja, a intensidade (ou potência por unidade de área na direção de propagação), de uma frente de onda esférica varia inversamente com o quadrado da distância da fonte (supondo que não haja perdas causadas por absorção ou espalhamento) .
Por exemplo, a intensidade da radiação do Sol é de 9,126 watts por metro quadrado à distância de Mercúrio (0,387 UA ); mas apenas 1,367 watts por metro quadrado à distância da Terra (1 UA) - um aumento aproximado de três vezes na distância resulta em uma diminuição aproximada de nove vezes na intensidade da radiação.
Para radiadores não isotrópicos, como antenas parabólicas, faróis e lasers, a origem efetiva está localizada bem atrás da abertura do feixe. Se você estiver perto da origem, não precisa ir muito longe para dobrar o raio, então o sinal cai rapidamente. Quando você está longe da origem e ainda tem um sinal forte, como com um laser, você tem que ir muito longe para dobrar o raio e reduzir o sinal. Isso significa que você tem um sinal mais forte ou ganho de antena na direção do feixe estreito em relação a um feixe largo em todas as direções de uma antena isotrópica .
Na fotografia e na iluminação de palco, a lei do quadrado inverso é usada para determinar a “queda” ou a diferença na iluminação de um objeto à medida que ele se aproxima ou se afasta da fonte de luz. Para aproximações rápidas, basta lembrar que dobrar a distância reduz a iluminação a um quarto; ou similarmente, para reduzir a iluminação pela metade, aumente a distância por um fator de 1,4 ( raiz quadrada de 2) e, para duplicar a iluminação, reduza a distância para 0,7 (raiz quadrada de 1/2). Quando o iluminante não é uma fonte pontual, a regra do quadrado inverso ainda é uma aproximação útil; quando o tamanho da fonte de luz é menor que um quinto da distância até o objeto, o erro de cálculo é menor que 1%.
A redução fracional na fluência eletromagnética (Φ) para radiação ionizante indireta com o aumento da distância de uma fonte pontual pode ser calculada usando a lei do quadrado inverso. Como as emissões de uma fonte pontual têm direções radiais, elas se interceptam em uma incidência perpendicular. A área dessa casca é 4πr 2 onde r é a distância radial do centro. A lei é particularmente importante na radiografia diagnóstica e no planejamento do tratamento radioterápico, embora essa proporcionalidade não seja válida em situações práticas, a menos que as dimensões da fonte sejam muito menores que a distância. Conforme afirmado na teoria do calor de Fourier “como a fonte pontual é ampliada por distâncias, sua radiação é diluída proporcionalmente ao seno do ângulo, do arco de circunferência crescente a partir do ponto de origem”.

#### Exemplo
Deixe P ser a potência total irradiada de uma fonte pontual (por exemplo, um radiador isotrópico omnidirecional). A grandes distâncias da fonte (em comparação com o tamanho da fonte), esta potência é distribuída por superfícies esféricas cada vez maiores à medida que a distância da fonte aumenta. Como a área da superfície de uma esfera de raio r é A = 4 πr2, a intensidade I (potência por unidade de área) da radiação na distância r é{\displaystyle I={\frac {P}{A}}={\frac {P}{4\pi r^{2}}}.\,}A energia ou intensidade diminui (dividida por 4) à medida que a distância r é dobrada; se medido em dB diminuiria em 6,02 dB por duplicação da distância. Ao se referir a medições de quantidades de energia, uma relação pode ser expressa como um nível em decibéis avaliando dez vezes o logaritmo de base 10 da relação entre a quantidade medida e o valor de referência.

### Som em um gás
Em acústica, a pressão sonora de uma frente de onda esférica que irradia de uma fonte pontual diminui em 50% à medida que a distância r é dobrada; medida em dB, a diminuição ainda é de 6,02 dB, pois dB representa uma relação de intensidade. A relação de pressão (em oposição à relação de potência) não é inversamente quadrada, mas é inversamente proporcional (lei da distância inversa):{\displaystyle p\ \propto \ {\frac {1}{r}}\,}O mesmo é verdade para a componente da velocidade da partícula {\displaystyle v\,} que está em fase com a pressão sonora instantânea {\displaystyle p\,} :{\displaystyle v\ \propto {\frac {1}{r}}\ \,}No campo próximo, há um componente de quadratura da velocidade da partícula que está 90° fora de fase com a pressão do som e não contribui para a energia média no tempo ou para a intensidade do som. A intensidade do som é o produto da pressão sonora RMS e o componente em fase da velocidade RMS da partícula, ambos inversamente proporcionais. Consequentemente, a intensidade segue um comportamento de quadrado inverso:{\displaystyle I\ =\ pv\ \propto \ {\frac {1}{r^{2}}}.\,}

## Interpretação da teoria de campo
Para um campo vetorial irrotacional no espaço tridimensional, a lei do quadrado inverso corresponde à propriedade de que a divergência é zero fora da fonte. Isso pode ser generalizado para dimensões superiores. Geralmente, para um campo vetorial irrotacional no espaço euclidiano n -dimensional, a intensidade "I" do campo vetorial cai com a distância "r" seguindo o inverso ( n − 1) lei de potência{\displaystyle I\propto {\frac {1}{r^{n-1}}},}dado que o espaço fora da fonte é livre de divergência. 

## História
John Dumbleton, das Calculadoras de Oxford do século XIV, foi um dos primeiros a expressar relações funcionais em forma gráfica. Ele deu uma prova do teorema da velocidade média afirmando que "a latitude de um movimento uniformemente difuso corresponde ao grau do ponto médio" e usou esse método para estudar a diminuição quantitativa da intensidade da iluminação em sua Summa logicæ et philosophiæ naturalis (ca. 1349), afirmando que não era linearmente proporcional à distância, mas foi incapaz de expor a lei do quadrado inverso.

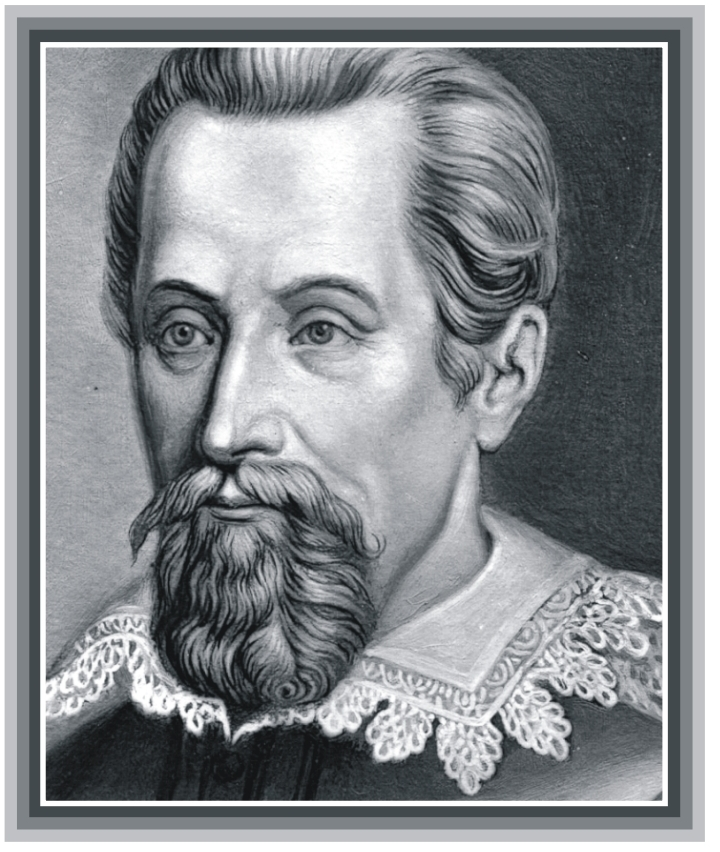
O astrônomo alemão Johannes Kepler discutiu a lei do quadrado inverso e como ela afeta a intensidade da luz.

Na proposição 9 do Livro 1 em seu livro Ad Vitellionem paralipomena, quibus astronomiae pars optica traditur (1604), o astrônomo Johannes Kepler argumentou que a propagação da luz de uma fonte pontual obedece a uma lei do inverso do quadrado: 
| Sicut se habent spharicae superificies, quibus origo lucis pro centro est, amplior ad angustiorem: ita se habet fortitudo seu densitas lucis radiorum in angustiori, ad illamin in laxiori sphaerica, hoc est, conversim. Nam per 6. 7. tantundem lucis est in angustiori sphaerica superficie, quantum in fusiore, tanto ergo illie stipatior & densior quam hic. | Tal como [a proporção de] superfícies esféricas, para as quais a fonte de luz é o centro, [é] da mais larga para a mais estreita, também a densidade ou a fortaleza dos raios de luz no [espaço] mais estreito, para as superfícies esféricas mais espaçosas, ou seja, inversamente. Pois de acordo com [proposições] 6 & 7, há tanta luz na superfície esférica mais estreita, como na mais larga, pelo que é muito mais comprimida e densa aqui do que ali. |
| | |

Em 1645, em seu livro Astronomia Philolaica ..., o astrônomo francês Ismaël Bullialdus (1605–1694) refutou a sugestão de Johannes Kepler de que a "gravidade" enfraquece com o inverso da distância; em vez disso, argumentou Bullialdus, a "gravidade" enfraquece com o inverso do quadrado da distância: 
| Virtus autem illa, qua Sol prehendit seu harpagat planetas, corporalis quae ipsi pro manibus est, lineis rectis in omnem mundi amplitudinem emissa quasi species solis cum illius corpore rotatur: cum ergo sit corporalis imminuitur, & extenuatur in maiori spatio & intervallo, ratio autem huius imminutionis eadem est, ac luminus, in ratione nempe dupla intervallorum, sed eversa. | Quanto ao poder pelo qual o Sol agarra ou detém os planetas, e que, sendo corpóreo, funciona à maneira das mãos, é emitido em linhas retas por toda a extensão do mundo, e como a espécie do Sol, gira com o corpo do Sol; agora, vendo que é corpóreo, torna-se mais fraco e atenuado a uma maior distância ou intervalo, e a proporção da sua diminuição de força é a mesma que no caso da luz, ou seja, a proporção duplicada, mas inversamente, das distâncias [ou seja, 1/d²]. |
| | |

Na Inglaterra, o bispo anglicano Seth Ward (1617–1689) divulgou as ideias de Bullialdus em sua crítica In Ismaelis Bullialdi astronomiae philolaicae fundamental inquisitio brevis (1653) e divulgou a astronomia planetária de Kepler em seu livro Astronomia geometrica (1656).
Em 1663-1664, o cientista inglês Robert Hooke estava escrevendo seu livro Micrographia (1666), no qual discutia, entre outras coisas, a relação entre a altura da atmosfera e a pressão barométrica na superfície. Uma vez que a atmosfera envolve a Terra, que em si é uma esfera, o volume da atmosfera em qualquer unidade de área da superfície da Terra é um cone truncado (que se estende do centro da Terra até o vácuo do espaço; obviamente, apenas a seção do cone da superfície da Terra para o espaço, na superfície da Terra). Embora o volume de um cone seja proporcional ao cubo de sua altura, Hooke argumentou que a pressão do ar na superfície da Terra é proporcional à altura da atmosfera porque a gravidade diminui com a altitude. Embora Hooke não tenha afirmado isso explicitamente, a relação que ele propôs seria verdadeira apenas se a gravidade diminuísse com o inverso do quadrado da distância do centro da Terra. 